# کای یانگ

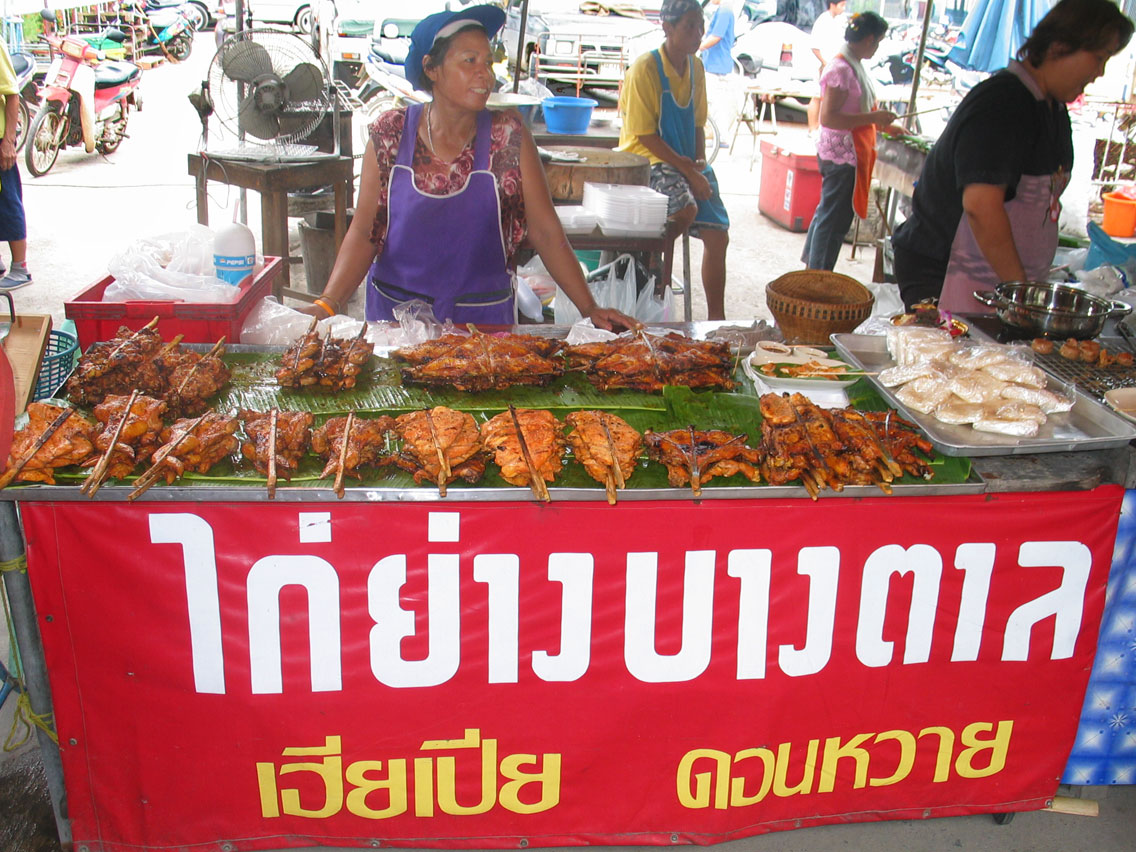
کای یانگ در بازارچه قدیمی دون وای، ناکون پاتوم

کای یانگ (تایلندی: ไก่ย่าง) (مرغ کبابی) که همچنین با نام‌های کای پینگ (تایلندی: ไก่ปิ้ง) یا پینگ کای (لائو: ປີ້ງໄກ່, pîŋ kāj) شناخته می‌شود یک غذای لائو است که خاستگاه آن از لائوس بوده و در حال حاضر به‌طور معمول در سراسر تایلند مورد مصرف قرار می‌گیرد. کای یانگ جزء اصلی در فهرست غذاهای غذا فروش‌های بازار روز است و همیشه و همه وقت در دسترس است. به خاطر اینکه یک غذای متداول لائوسی است اغلب همراه با سالاد پاپایای سبز و برنج چسبناک همراه است یا همراه با برنج چسبناک داخل بامبو خورده می‌شود.